# Dinidorini

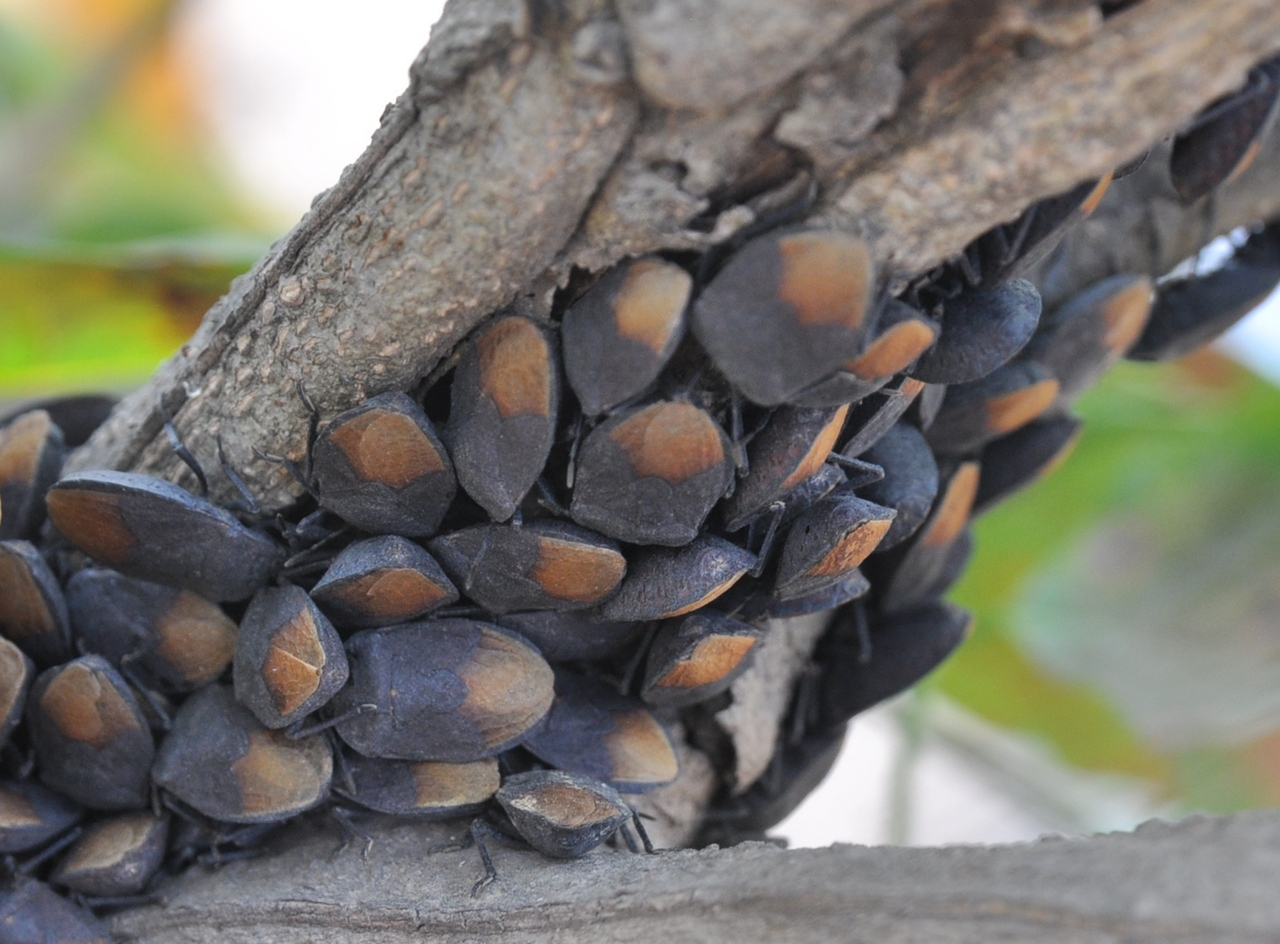
Agregacja Cyclopelta siccifolia

Dinidorini – plemię pluskwiaków z podrzędu różnoskrzydłych, rodziny Dinidoridae i podrodziny Dinidorinae. Obejmuje 77 opisanych gatunków, sklasyfikowanych w 8 rodzajach. Wszystkie są fitofagami ssącymi soki roślin.

## Morfologia
Pluskwiaki dużych rozmiarów, przysadzistej budowy, kształtu jajowatego lub eliptycznego, o opływowym zarysie ciała. Wierzch ciała jest gładki, pozbawiony guzków. Głowa ma na bokach kile. Czteroczłonowa kłujka jest stosunkowo krótka i zwykle w spoczynku dochodzi do bioder tylnej pary odnóży. Czułki zwykle zbudowane są z pięciu członów, ale u rodzajów Cyclopelta i Dinidor są czteroczłonowe. Przedplecze pozbawione jest kolców, ząbków i paranotów. Trójkątna w zarysie tarczka pozbawiona jest wcisków w kątach przednio-bocznych. Większość gatunków jest długoskrzydłych, ale rodzaj Sagriva ma półpokrywy skrócone, dochodzące tylko do drugiego segmentu odwłoka. Odnóża najczęściej mają kolce zredukowane do postaci spikuli. Stopy zbudowane są z trzech członów. Odwłok ma przetchlinki drugiego segmentu zawsze zasłonięte przez metapleury. Trichobotria rozmieszczone są na sternitach od trzeciego do siódmego w parach na zgrubieniach położonych za każdą z przetchlinek.

## Ekologia i występowanie
Wszystkie gatunki są fitofagami ssącymi. Większość związana jest pokarmowo z dyniowatymi.
Większość przedstawicieli plemienia zamieszkuje strefy tropikalną i subtropikalną Starego Świata, tj. krainy orientalną i etiopską. Rodzaj Dinidor jednak ograniczony jest do Ameryki Południowej w krainie neotropikalnej. Poza tym jeden z gatunków orientalnych, Coridius brunneus, dociera na południe do krainy australijskiej – podawany jest z Terytorium Północnego.

## Taksonomia
Plemię to obejmuje 77 opisanych gatunków, sklasyfikowanych w 8 rodzajach:
- Colpoproctus Stål, 1870
- Colporidius Lis, 1990
- Coridiellus Lis, 1990
- Coridius Illiger, 1807
- Cyclopelta Amyot & Serville, 1843
- Dinidor Latreille, 1829
- Patanocnema Karsch, 1892
- Sagriva Spinola, 1850

Dinidorinae wprowadzone zostały w 1867 roku przez Carla Ståla w randze podrodziny w obrębie tarczówkowatych. Do rangi osobnej rodziny wyniesione zostały w 1955 roku przez Dennisa Lestona. W 1987 roku P.S.S. Durai dokonała podziału Dinidoridae na podrodziny Dinidorinae i Megymeninae, w obrębie tej pierwszej wyróżniając plemiona Dinidorini i Thalmini. W 2014 roku trzecie plemię, Amberianini, wprowadzone zostało przez Jerzego Adriana Lisa i Annę Kocorek.